# Павлій Олександр Іванович
Олександр Іванович Павлій (11 вересня 1939, м. Лозова, Харківська область, УРСР — 6 липня 2020, м. Харків) — провізор, доктор фармацевтичних наук, професор.

## Життєпис
Олександр Іванович Павлій народився 11 вересня 1939 року у місті Лозова Харківської області. 1959 року з відзнакою закінчив Харківське медичне училище. Вищу освіту здобував у Харківському фармацевтичному інституті, де 1964 року отримав диплом з відзнакою. У 1967 році захистив кандидатську дисертацію та почав працювати асистентом у Харківському фармацевтичному інституті, де у 1968—1971 роках обіймав посаду заступника декана факультету. В 1970 році отримав посаду доцента. У 1982—1986 роках працював деканом факультету з підготовки іноземних студентів. У 1986—1993 роках проректор з навчальної роботи та міжнародних зв'язків. У 1993—1996 роках перший проректором з навчальної роботи. У 1998—2005 проректором з заочної (дистанційної) форми навчання. У 1990 році захистив докторську дисертацію, 1991 році став доктором фармацевтичних наук. З 1991 отримав посаду професора кафедри фармакогнозії, з 2005—2016 професора кафедри хімії природних сполук.
Був нагороджений орденом «Знак пошани», знаком «Отличнику здравоохранения», відмінником охорони здоров'я СРСР, грамотами МОН, МОЗ України. Обирався депутатом Київської районної ради міста Харкова.

## Науковий доробок
Олександр Іванович Павлій автор понад 185 наукових праць, серед яких монографії та підручник с фармакогнозії. Вивчав і синтезував біологічно активні сполуки та лікарські препарати у ряді похідних дикарбонових кислот і глюкозаміну. Також шукав біологічно активні сполуки з лікарської сировини. Автор 40 авторських свідоцтв та патентів. Підготував 1 доктора наук і 4 кандидати.

### Основні праці
- Полифенольные соединения рябины плакучей и дуболистой (канд. дис.). — Х., 1967;
- Биологически активные соединения в ряду оксаминоил-D-глюкозаминов, карденолидов и флавоноидов (докт. дис.) — Х., 1990;
- Лекарственные свойства сельскохозяйственных растений. — Минск, 1985;
- Влияние природы заместителей на ацилирование экранированной ароматической аминогруппы. — Х., 1987 (співавт.);
- New cardiac glycosides and aglycones. — Czechoslovakia, 1987 (співавт.);
- Фармакогнозія з основами біохімії рослин: Підручник. — Х., 2000 (співавт.);
- Синтез і фармакологічна активність похідних 7-оксамоїл(сукциноїл)заміщених 3-оксо-1,2-дигідроіндазолу // Актуал. пит. фармацевт. та мед. науки та практики. 2013. № 2 (співавт.).